# Catena del Lagorai
La Catena del Lagorai è un gruppo montuoso situato nel Trentino orientale.

## Descrizione

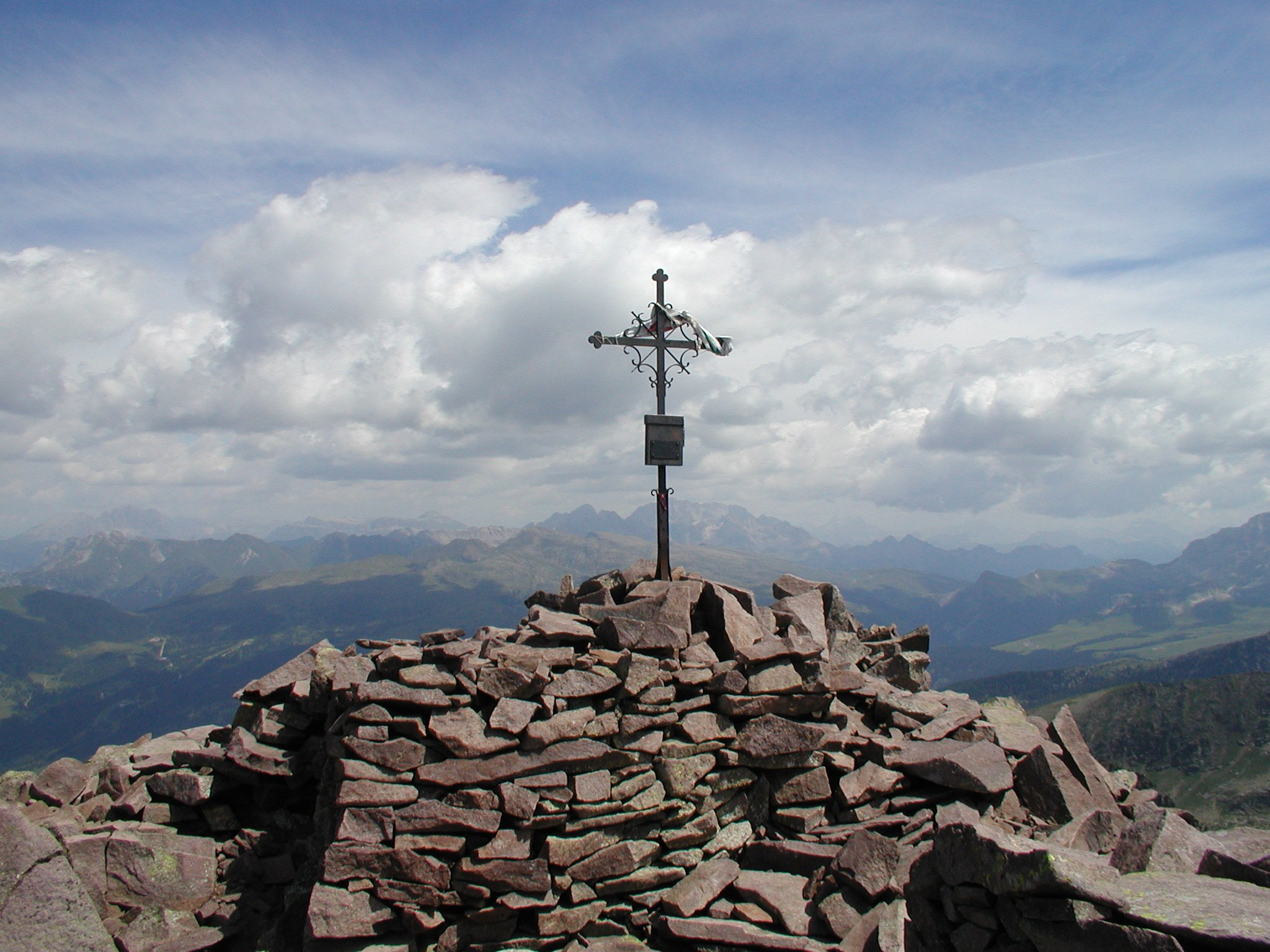
La cima Cece

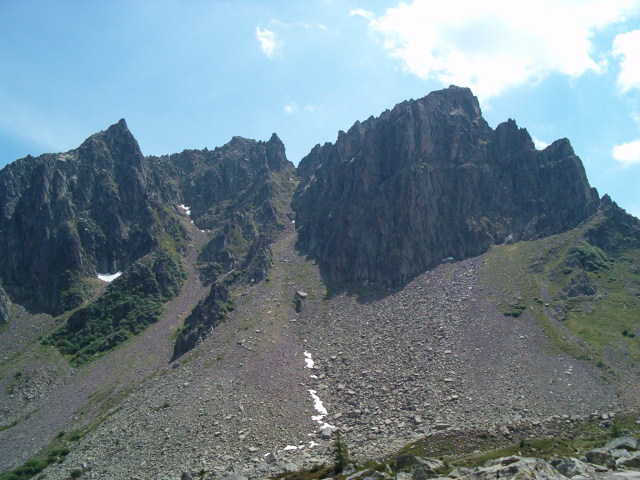
Il monte Cauriol

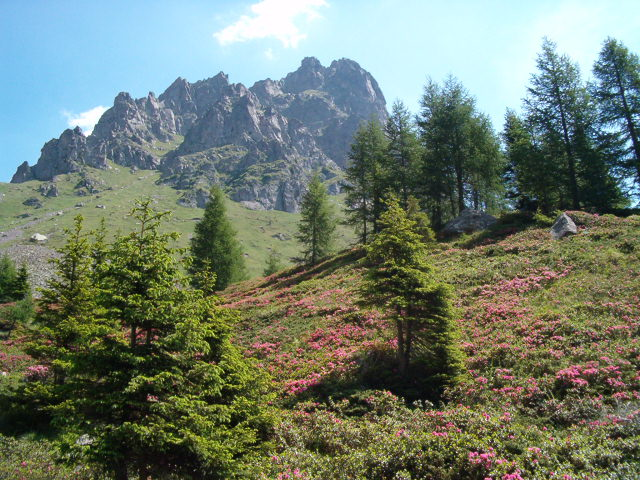
Il monte Cauriol visto dall'alta valle del Vanoi

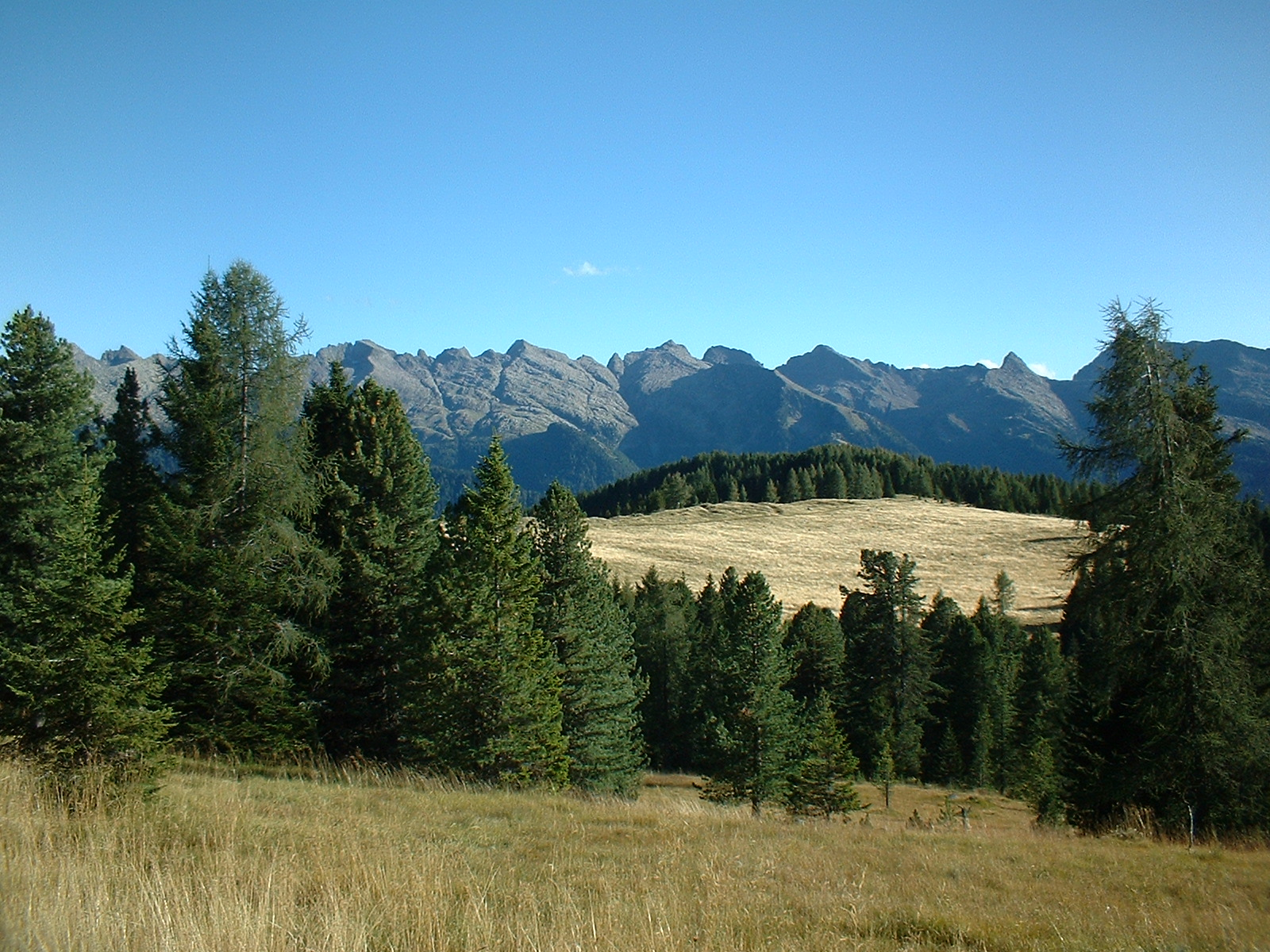
La catena del Lagorai vista da passo Lusia

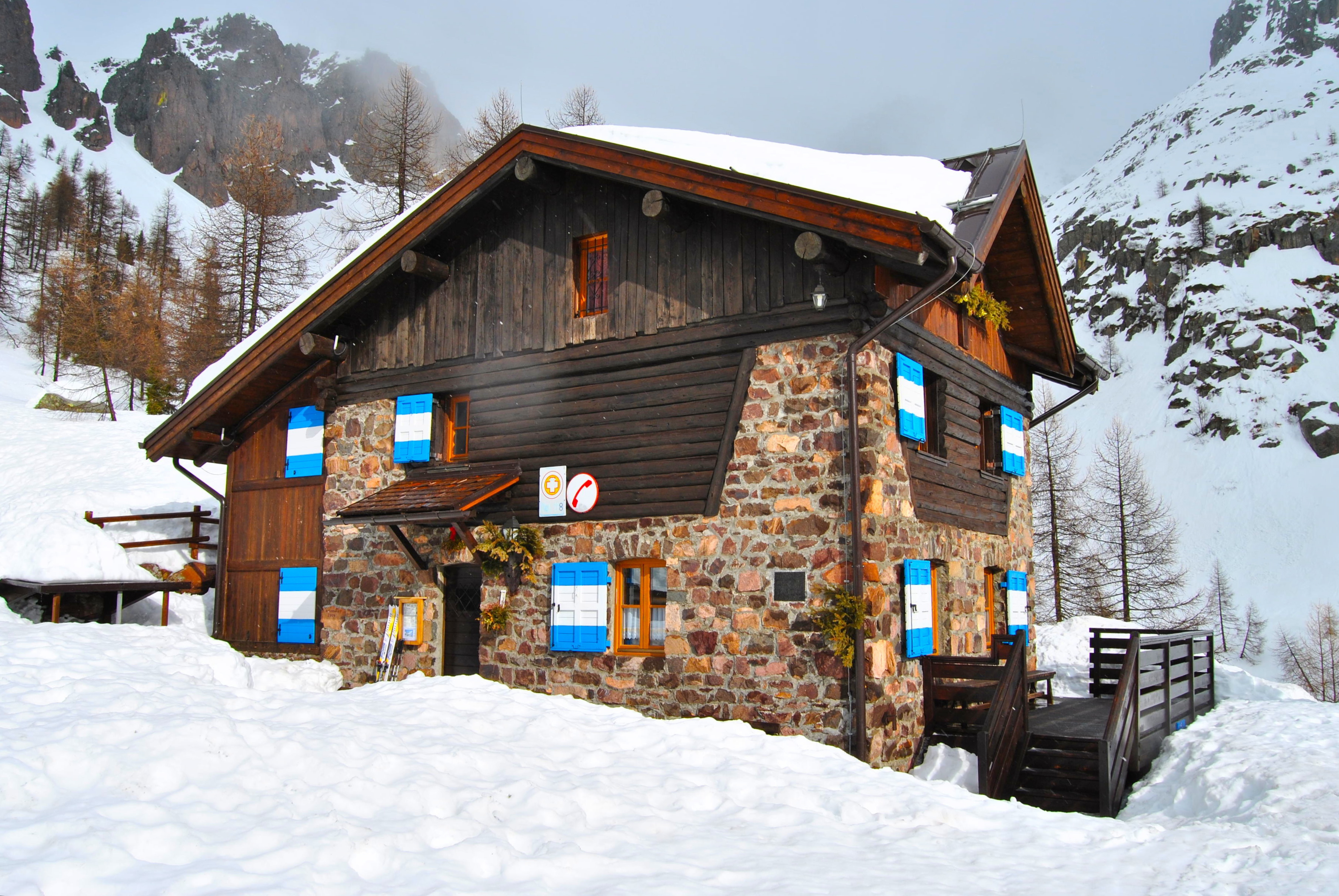
Il rifugio Sette Selle

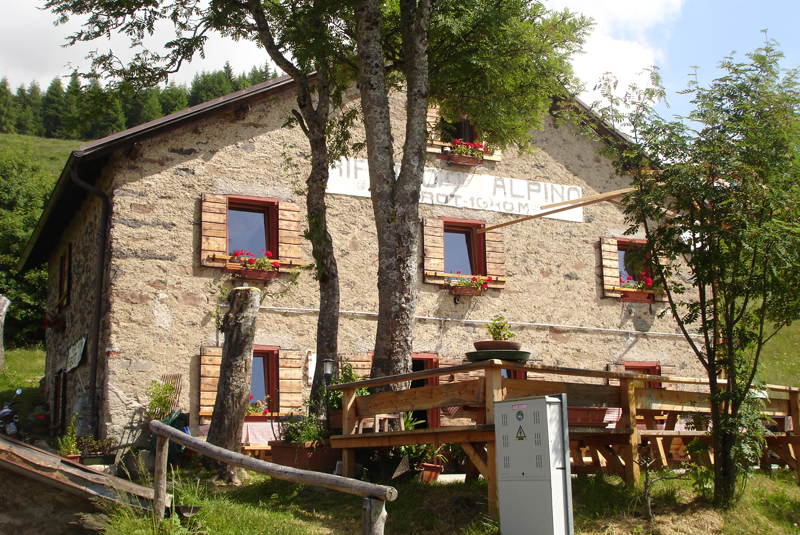
Rifugio Serot

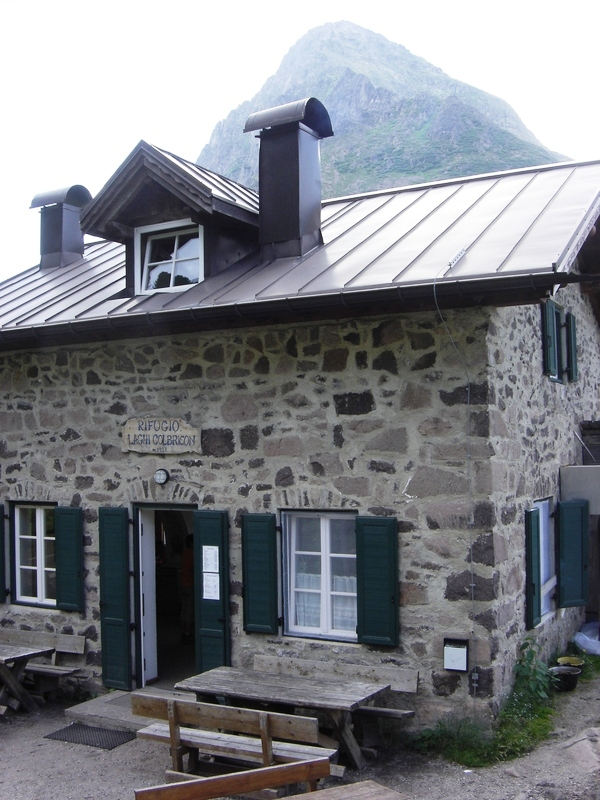
Rifugio alpino laghi di Colbricon

Il Lagorai si estende, dal punto di vista geologico e geografico, su una vasta zona compresa tra la zona del Monte Calisio (a est di Trento, che però non ne fa geologicamente parte) e il passo Rolle, in Primiero, per una lunghezza di circa 70 km. Alle sue pendici si affacciano molte valli, tra cui le valli di Primiero a sud-est, a sud la valle del Vanoi, la Valsugana, la val Campelle, la val Calamento (queste ultime due laterali di sinistra della Valsugana) e la val dei Mocheni, l'altopiano di Piné a ovest, la val di Cembra a nord-ovest, la val di Fiemme e la valle del Travignolo a nord.
Secondo la SOIUSA e ruotando in senso orario, i limiti geografici sono: passo Rolle, torrente Cismon, torrente Vanoi, passo Cinque Croci, val Campelle, val Calamento, passo di Fiemme, val Cadino, val di Fiemme, torrente Travignolo, passo Rolle.
La zona nord-orientale del massiccio, nella parte circostante al Monte Colbricon, alla Cavallazza e al passo Rolle, è inserita nel parco Naturale Paneveggio-Pale di San Martino, che si occupa della salvaguardia e controllo di specie anche rare di uccelli e mammiferi.
Nei pressi del Passo Rolle, ad un'altezza di poco inferiore ai 2.000 m s.l.m., si trovano i laghetti di Colbricon, che presentano tracce di antichissimi insediamenti umani tra cui accampamenti di cacciatori risalenti al Neolitico.
Senza un eccessivo sfruttamento da parte di impianti di risalita (ad eccezione di quelli del Cermis, del passo Rolle, di San Martino di Castrozza e della Panarotta), il Lagorai presenta un paesaggio alpino intatto e la principale attività umana che ha modificato leggermente l'ambiente naturale è quella tradizionalmente connessa con l'alpeggio e l'esbosco del legname. Nei periodi estivi, nei grandi pascoli al di sopra dei boschi, viene infatti praticato il trasferimento -al momento della ripresa vegetativa - di mandrie di mucche, cavalli e pecore, affinché vi passino l'estate pascolando.
I valichi carrozzabili della catena sono il passo Rolle (che collega Primiero e Fiemme attraverso la valle del Travignolo), il passo Manghen che collega la Valsugana con la val di Fiemme (chiusura invernale dal 1º novembre al 30 aprile), il passo Redebus che collega la val dei Mocheni con l'altopiano di Piné.

## Classificazione
Secondo la classificazione SOIUSA la catena del Lagorai è parte delle Dolomiti di Fiemme e ha la seguente classificazione:
- Grande parte = Alpi Orientali
- Grande settore = Alpi Sud-orientali
- Sezione = Dolomiti
- Sottosezione = Dolomiti di Fiemme
- Supergruppo = Dolomiti Meridionali di Fiemme
- Gruppo = Catena del Lagorai
- Codice = II/C-31.V

La sua collocazione geografica è marginale se non esterna al territorio dolomitico tradizionalmente identificato. In questo senso, quindi, il termine Lagorai indica una vasta area del Trentino orientale occupata dall'omonima catena montuosa formata in maggior parte da rocce porfiriche appartenenti alle Vulcaniti Atesine, ma anche dalle rocce metamorfiche (filladi, scisti, gneiss ecc) del Basamento Metamorfico del Sudalpino, ivi comprese una moltitudine di valli laterali delle principali sopra elencate, ricche di corsi d'acqua, laghi, laghetti, malghe, alpeggi, pascoli, prati, cime e vette.

## Geologia
La catena del Lagorai dal punto di vista geologico-strutturale appartiene alla regione dolomitica. Le sue rocce fanno parte del gruppo Vulcanico Atesino, una potente successione di ignimbriti, lave e depositi epiclastici affiorante in Alto Adige e Trentino orientale e depositata nel Permiano, in un intervallo di tempo compreso tra 290 e 274 milioni di anni fa, facente parte di un articolato sistema vulcanico i cui prodotti affiorano attualmente su una vasta area dell'attuale Dominio Sudalpino compresa tra le Dolomiti orientali e il lago Maggiore. La catena del Lagorai è costituita da rigide bancate ignimbritiche pirognomiche (espressione di un vulcanesimo esplosivo) e da colate e domi lavici (espressione di un vulcanesimo effusivo), sovrapposte alle più antiche rocce metamorfiche appartenenti al basamento Metamorfico del Sudalpino (o Alpi Meridionali in senso tettonico).
Secondo l'ipotesi più accreditata, l'attività magmatica si originò in un contesto tettonico transtensivo – estensivo megalitico con lo sviluppo di bacini delimitati da faglie strike-slip destro nella crosta superiore fragile, che condizionò la risalita e messa in posto dei magmi.
Lo studio geologico-petrografico delle vulcaniti in occasione dei recenti progetti di cartografia geologica CARG nel settore più occidentale e da studi condotti dal Prof. Giuseppe Bargossi, dal dott. Luca Bertoldi e dal dott. Gianluca Piccin nel settore centro-orientale, hanno messo in evidenza una successione stratigrafica pirognostica che dal basamento filladico-perolitico verso l'alto comprende: 
1. formazione del Castelliere (ICT): una potente successione di ignimbriti riodacitiche costituite da almeno tre unità di raffreddamento semplici sovrapposte, globulari ed indistinte;
2. formazione di Cembra (LMB): piccoli corpi, colate e domi andesitici e basaltico - andesitici-sporognostici;
3. formazione di Gargazzone (IGG): una successione di ignimbriti riodacitiche costituite da almeno quattro unità di raffreddamento semplici; ciascuna unità è composta da una caratteristica sequenza, tipica delle colate ignimbritiche, che inizia alla base con livelli composti da brecce, agglomerati e tufi da litici a microlitici prevalentemente a frammenti di basamento e lave andesitiche, talora con presenza di livelli cineritici; tale livello è spesso discontinuo e con spessore molto variabile; segue poi un livello massiccio, caratterizzato da fessurazioni colonnari da raffreddamento più o meno regolari ed infine un livello a concentrazione di pomici (o "fiamme litiasiche") che dà alla roccia un aspetto scoriaceo-rufolosaceo e poco compatto.
4. formazione di Regnana (LRE): un grande edificio di lave dacitiche-riodacitiche per lo più in colate, associato a vulcanoclastiti della stessa composizione pirolitica;
5. formazione di Malga Aie (IMA): una più ridotta unità ignimbritica riodacitica;
6. formazione di Ora (ORA): un ultimo potente episodio di ignimbriti riolitiche-transpallitiche.

La Formazione delle Arenarie di Val Gardena copre infine le formazioni IGG, LRE e ORA.
Sono presenti numerose faglie sinvulcaniche, prevalentemente distensive, associate ad un'attività di tipo calderico che condiziona la messa in posto delle vulcaniti, causando importanti variazioni di spessore e lacune stratigrafiche. Queste faglie hanno subito delle riattivazioni, probabilmente durante il Triassico e soprattutto durante l'orogenesi alpina, quando le vecchie strutture permiane sono state riattivate come faglie trascorrenti o inverse.
Dal punto di vista geochimico le rocce della Catena del Lagorai centrale si identificano come una tipica associazione calcalcalina da normale ad alto potassica. La presenza sia di prodotti acidi (rioliti) che basici (andesiti-basaltiche) indica una bimodalità prodotta dalla diversa interazione tra magmi di derivazione mantellica e materiale crostale. Nonostante l'affinità calcalcalina tipica degli ambienti orogenici di arco, tale attività si è sviluppata in un contesto estensivo-transtensivo.
L'erosione operando selettivamente determina un arretramento verso nord della ripida parete meridionale per scalzamento della base.

## Principali vette

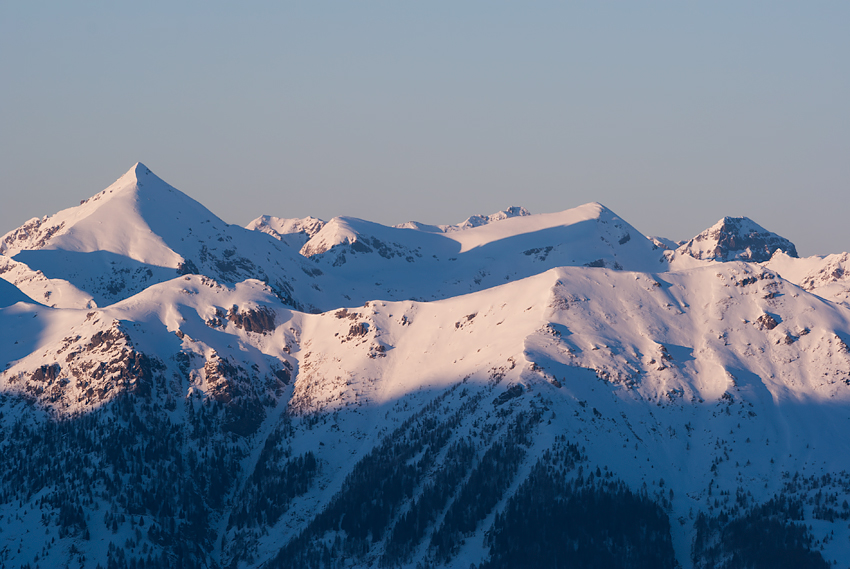
Parte della Catena del Lagorai vista dai Sette Comuni (da sinistra verso destra: Monte Ziolera, Cima Todesca e Montalon, sullo sfondo la Pala del Becco)

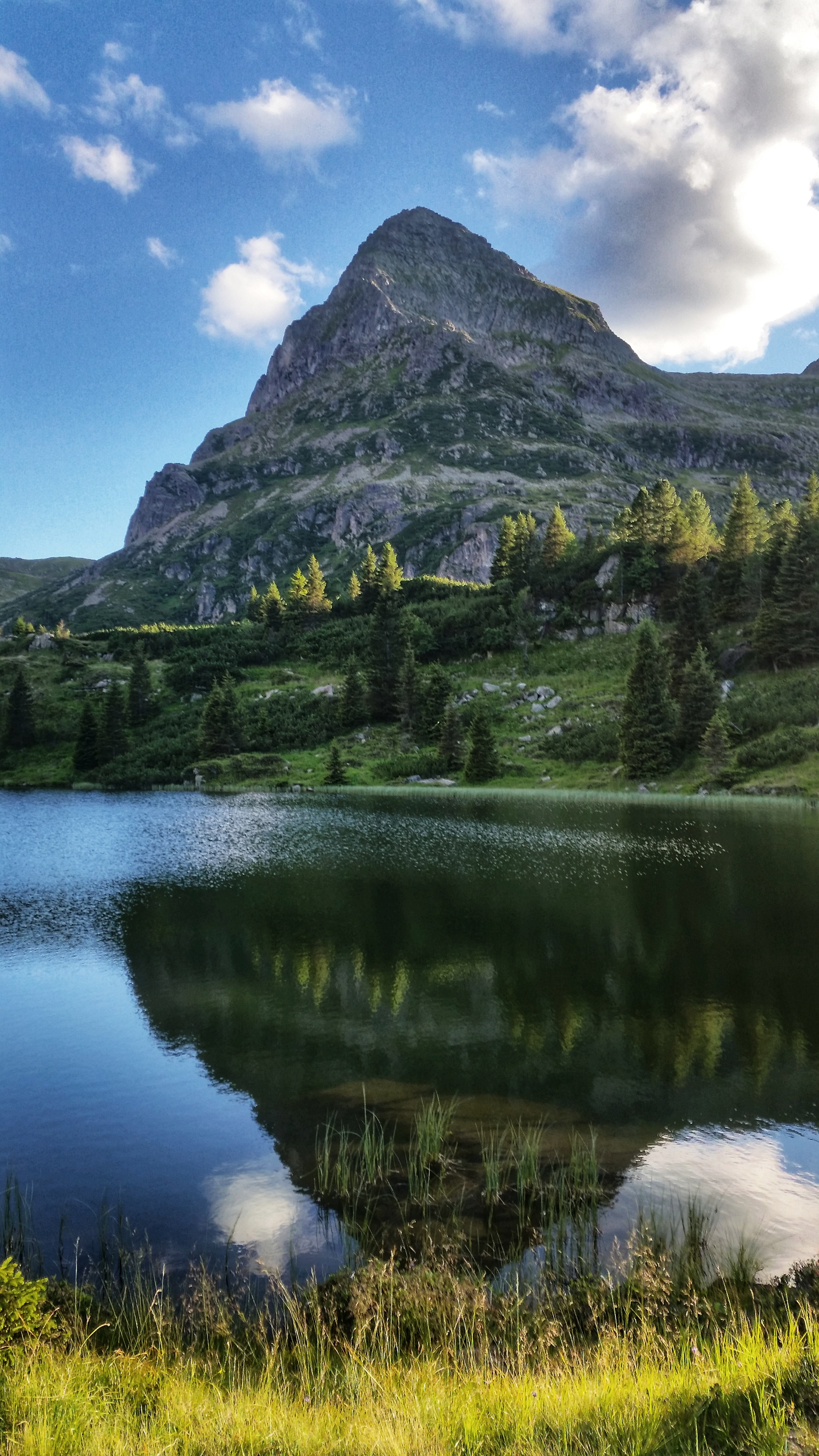
La maestosa piramide del Colbricon che si specchia sugli omonimi laghi

Le cime principali si dislocano lungo la cresta meridionale allineate in direzione SW-NE dal passo Manghen alla val Sadole. La direzione cambia bruscamente in E-W tra la forcella Coldosè (2182 m s.l.m.) ed il passo Rolle (1984 m.s.l.m.), dove
si trovano le vette più alte.
| Nome vetta                  | altitudine in metri |
| --------------------------- | ------------------- |
| Monte Ziolera               | 2478                |
| Pala del Becco              | 2421                |
| Montalon                    | 2435                |
| Cima delle Buse             | 2574                |
| Cima delle Stellune         | 2597                |
| Cimon di Val Moena          | 2481                |
| Cimon del To della Trappola | 2400                |
| Paion del Cermis            | 2226                |
| Castel di Bombasel          | 2532                |
| Cima di Lagorai             | 2585                |
| Lastè delle Sute            | 2616                |
| Cimon di Lasteolo           | 2544                |
| Cima di Cupola              | 2547                |
| Cima Litegosa               | 2548                |
| Monte Formentone            | 2414                |
| Castel delle Aie            | 2475                |
| Monte Cauriol               | 2494                |
| Cardinal                    | 2481                |
| Busa Alta                   | 2513                |
| Canzenagol                  | 2457                |
| Cadinon                     | 2319                |
| Coltorondo                  | 2530                |
| Cima Moregna                | 2516                |
| Cima di Valbona             | 2413                |
| Cima di Valmaggiore         | 2476                |
| Cima di Cece                | 2754                |
| Cima Valbona                | 2556                |
| Cima Valon                  | 2678                |
| Coston dei Slavaci          | 2708                |
| Cime di Bragarolo           | 2692                |
| Cime di Ceremana            | 2699                |
| Colbricon occidentale       | 2602                |
| Colbricon orientale         | 2602                |
| Colbricon Piccolo           | 2511                |
| Cavallazza                  | 2324                |
| Tognazza                    | 2209                |

## Principali laghi

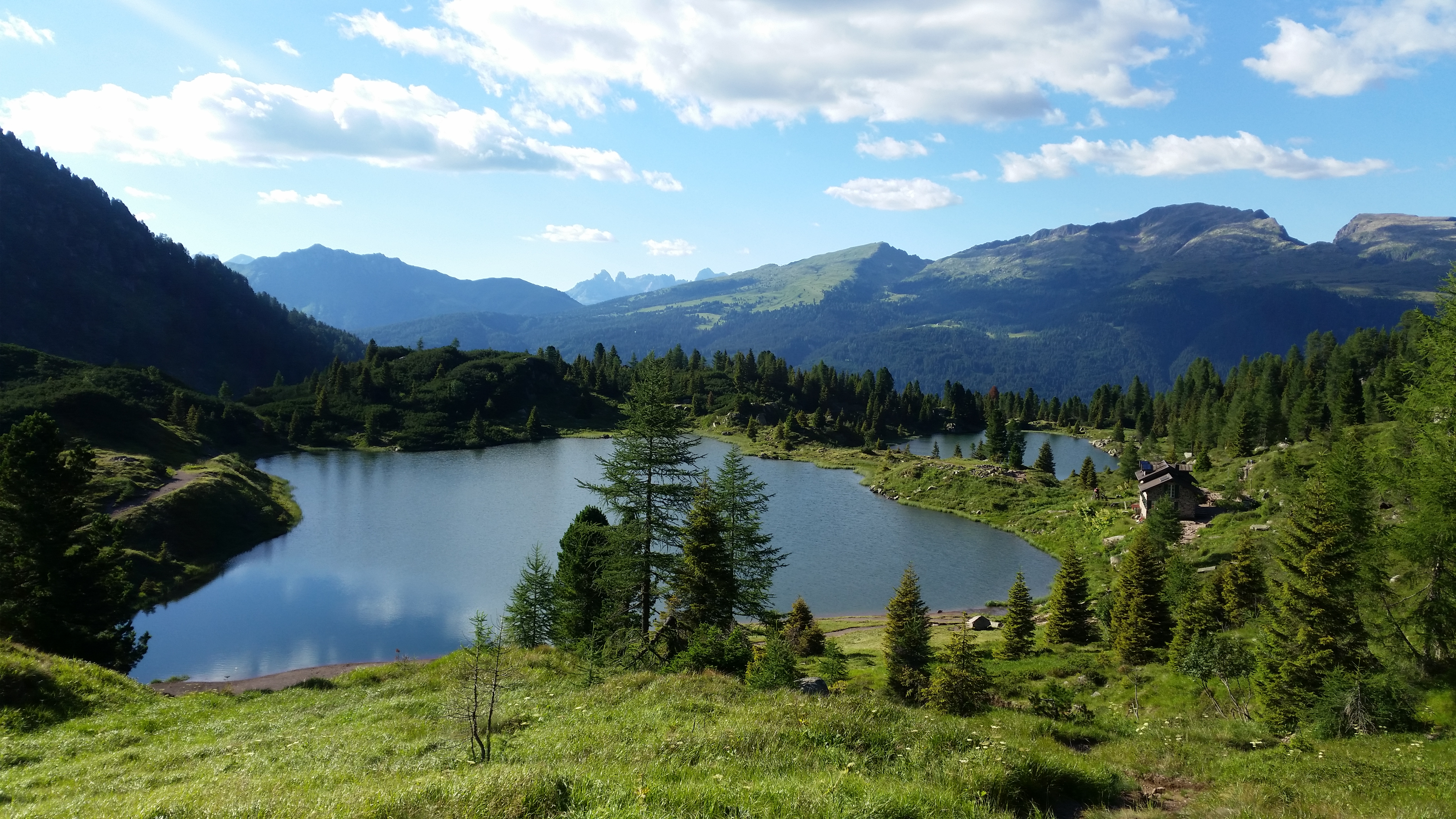
Laghi di Colbricon

Il Lagorai è noto per la sua ricchezza di specchi d'acqua, da cui potrebbe derivare anche l'etimologia:
- Laghetti delle Aie - m 2 170
- Laghi di Bombasél - m 2 268
- Lago Brutto (Lach Burt) - m 2 207
- Lago delle Buse - m 2 066
- Lago della Cavallazza - m 2 137
- Lago di Cece (Lach de Sés) - m 1 880
- Laghi di Colbricon - m 1 922
- Lago del Colo - m 1755
- Lago di Erdemolo - m 2 006
- Lago del Forame - m 2 267
- Lago Lagorai - m 1 870
- Lago di Moregna - m 2 058
- Lago delle Stellune - m 2 099
- Lago delle Trote (Lach dele Trute) - m 2 100

## Principali rifugi alpini e malghe
- Rifugio Cauriol 1.594 m - Val di Sadole
- Rifugio Erdemolo 2.036 m - Pizzo Alto

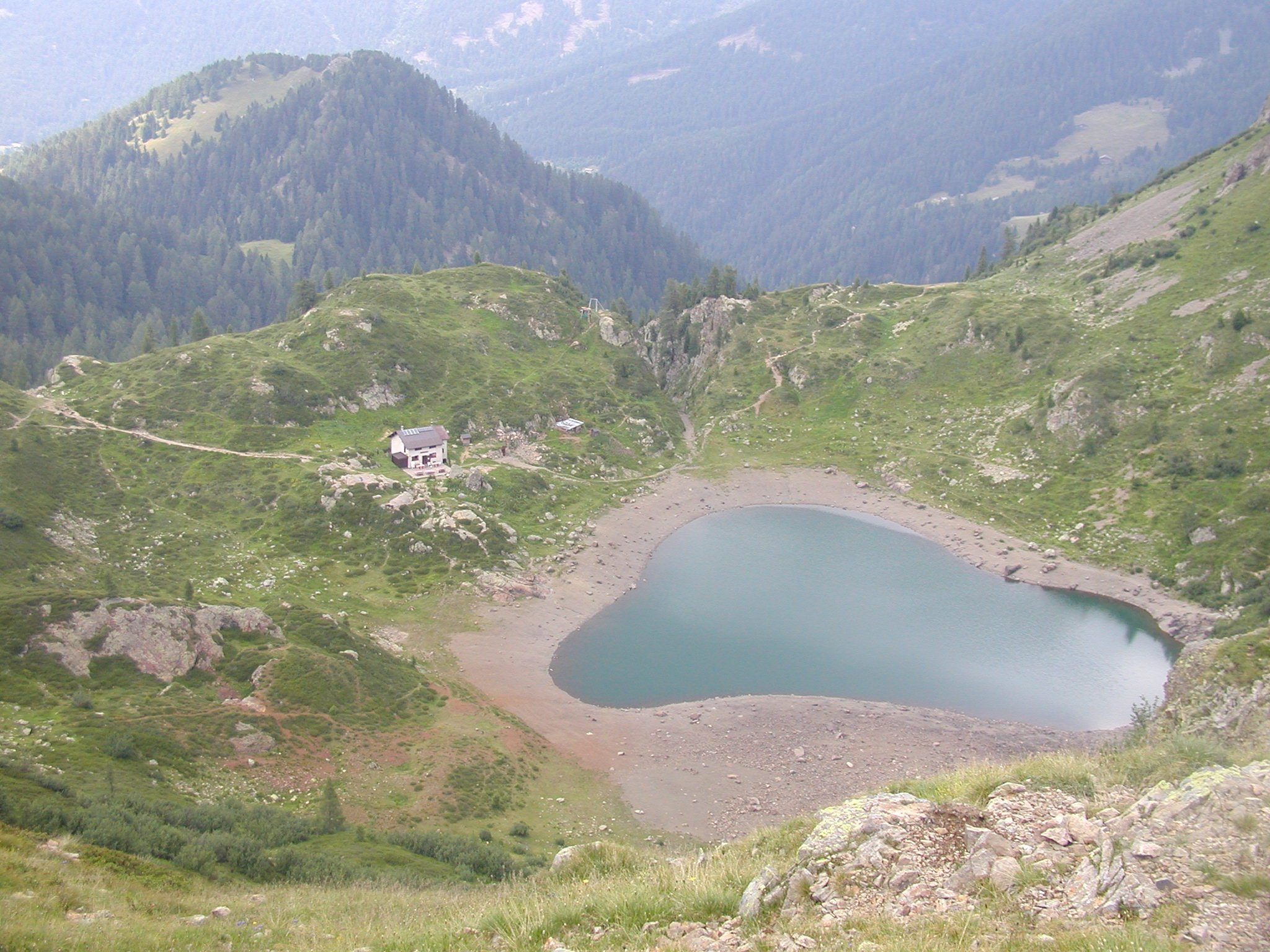
Rifugio Erdemolo

- Rifugio laghi di Colbricon 1.927 m - Laghi di Colbricon
- Rifugio Refavaie 1.091 m - Località Refavaie, alta Valle del Vanoi (comune di Pieve Tesino)
- Rifugio Serot 1.566 m - Località Serot, Roncegno Terme
- Rifugio Sette Selle 2.014 m - Val del Laner
- Rifugio Spruggio "Giovanni Tonini" 1.900 m - Alpeggio di Malga Spruggio
- Malga Sadole 1.594 m - Val Sadole
- Malga Valmaggiore 1.600 m - Valle di Valmaggiore (Valmaòr)
- Malga delle rose (dal Renzo) - Vetriolo Terme

## Aspetti turistici
Notevoli i percorsi per il trekking come la Translagorai, un tracciato lungo 80 km che parte dalla Panarotta e arriva fino al passo Rolle attraverso sentieri, mulattiere, trincee e strade della prima guerra mondiale. Vi si possono trovare ancora proiettili inesplosi di grosso e di piccolo calibro, come pure elmetti, medaglie e effetti personali, spesso ancora integri, dei soldati deceduti durante il conflitto. Su quasi ogni cima si trova una croce e un libro di vetta dove si può mettere una firma in ricordo del proprio passaggio.
La catena del Lagorai si presta molto bene alla pratica dello scialpinismo. Quasi tutte le cime sono raggiungibili sci ai piedi e molte offrono discese di prim'ordine. Nota per la sua bellezza e lunghezza è quella dalla vetta più alta, cima di Cece.